# Фонтан слёз
Фонтан слёз — фонтан-сельсебиль на территории ханского дворца в Бахчисарае, построенный в 1764 году. Прославлен Пушкиным в поэме «Бахчисарайский фонтан».

## История
Предание приписывает инициативу создания фонтана крымскому хану Кырым-Гирею. Фонтан был устроен, предположительно, у мавзолея (дюрбе) Диляры-бикеч, умершей в 1764 году и считающейся возлюбленной наложницей хана. В настоящее время располагается в «Фонтанном дворике» Хансарая, куда был перенесён к приезду Екатерины II (во время таврического путешествия).
Легенда о любви хана Кырым-Гирея распространяется в Бахчисарае с XVIII века. Первоначально в качестве памятника умершей возлюбленной хана был известен только мавзолей Диляры, а не Фонтан Слёз, который и не имел тогда этого названия. Её имя было упомянуто в надписях на дюрбе и на Зелёной мечети (Ешиль-Джами, не сохр.).
Позднейшие предания обычно представляли любимую наложницу христианкой, но расходились относительно её имени и национальности. Её называли гречанкой (Динорой Хионис), грузинкой. После публикации «Бахчисарайского фонтана» А. С. Пушкина утвердилась версия о её польском происхождении, испорченный ко времени визита поэта фонтан превратился в символ печальной любви хана, и в крымских легендах появился троп «заплакавший камень»:

Вызвал Крым-Гирей мастера иранца Омера и сказал ему:
─ Сделай так, чтобы камень через века пронёс мое горе, чтобы камень заплакал, как плачет мужское сердце.

Авторство фонтана приписывается придворному мастеру Омеру (Умеру).

## Описание
Фонтан не уникален. Пристенные фонтаны типа «сельсебиль (сальсабиль)», призванные ассоциироваться с одним из райских водоемов, сооружались в мусульманских дворцовых комплексах. Такой фонтан «сельсебиль», но без расположенных в шахматном порядке чаш на консолях, сохранился, например, в построенном арабскими мастерами дворце Циза в Палермо. «Сельсебили» украшали также дюрбе, могилы святых (азизлер), возводились на кладбищах.
Ближайшая фонтану слёз аналогия (но с 12 чашами) находится в «Бассейном дворике» того же Бахчисарайского дворца.
Фонтаны с девятью чашами для перетекания воды можно увидеть в Турции, например, во дворце Топкапы и в музее Мевляны.

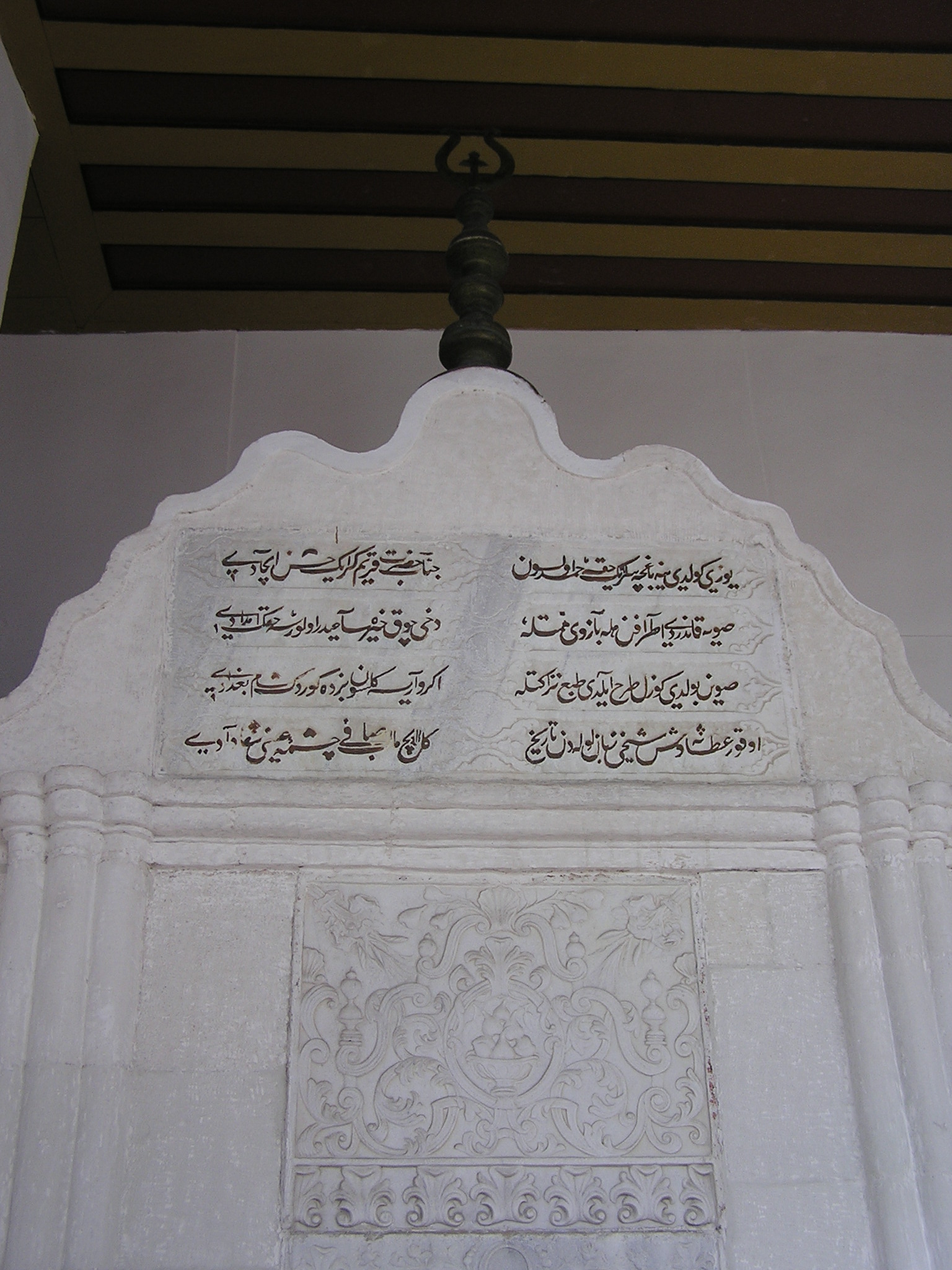
Верхняя часть фонтана

Согласно распространённому (особенно не в татарских текстах) с XIX века толкованию, текущая вода фонтана слёз символизирует горе хана. Из верхней чаши — «сердца» — она стекает «слезами» в две меньшие чаши, относительное спокойствие в которых означает облегчение после плача или с течением времени. Так повторяется трижды, причем последняя — нижняя — из больших чаш превосходит по размеру предыдущие.
Бахчисарайский фонтан слёз снабжен двумя надписями. Верхняя — на фигурном фронтоне — это стихотворение поэта Шейхия, прославляющее Кырым-Гирея:

Слава Всевышнему! Лицо Бахчисарая опять улыбнулось:

Милость великого Крым-Гирея славно устроила!

Неусыпными стараниями он напоил водой окрестности,

И если будет на то воля Божья, сделает ещё много добрых дел.

Он тонкостью ума нашёл воду и устроил прекрасный фонтан.

Если кто хочет проверить, пусть придёт и посмотрит:

Мы сами видели Дамаск и Багдад и не встретили там ничего похожего!

О шейхи! Кто будет утолять жажду, тому Коран языком своим скажет:

Приди, напейся воды чистейшей из источника исцеляющего!

Нижняя надпись цитирует 18-й стих из 76-й суры Корана:

В раю праведные будут пить воду из источника, называемого Сельсебиль.

Фонтан украшен растительным орнаментом. Отверстие, из которого вытекает вода, окружено пятью лепестками стилизованного цветка. В центре плиты, расположенной между двумя надписями, вырезана чаша с инжиром. У подножия фонтана изображена спираль, обычно истолковываемая как символ вечности, или же, в качестве улитки, как символ сомнения в смысле жизни, возможна и её связь с символикой змеи, а также ритуального вращения. В навершии фонтана сочетаются рогообразный полумесяц-алем и крестообразная фигура.
Бахчисарайский фонтан слёз послужил образцом для ряда позднейших реплик. К нему отсылают фонтан слёз, или «Мария» (арх. Э. Блор) в Воронцовском дворце и
фонтан в «виноградном саду» императорского имения в Ореанде.
А. Штакеншнейдер творчески воспроизвёл фонтаны слёз при создании интерьера Павильонного зала Малого Эрмитажа в Петербурге.
По мотивам бахчисарайского архитектором Н. П. Красновым были также сооружены фонтаны для охотничьего дома Юсупова в Коккозах (ныне в Никитском ботаническом саду) и в Восточном зале Королевского дворца в Дедине.
В советский период перед бахчисарайским фонтаном слёз был установлен чугунный бюст А. С. Пушкина (ск. Мельников, 1950 (?)).

## В художественной литературе

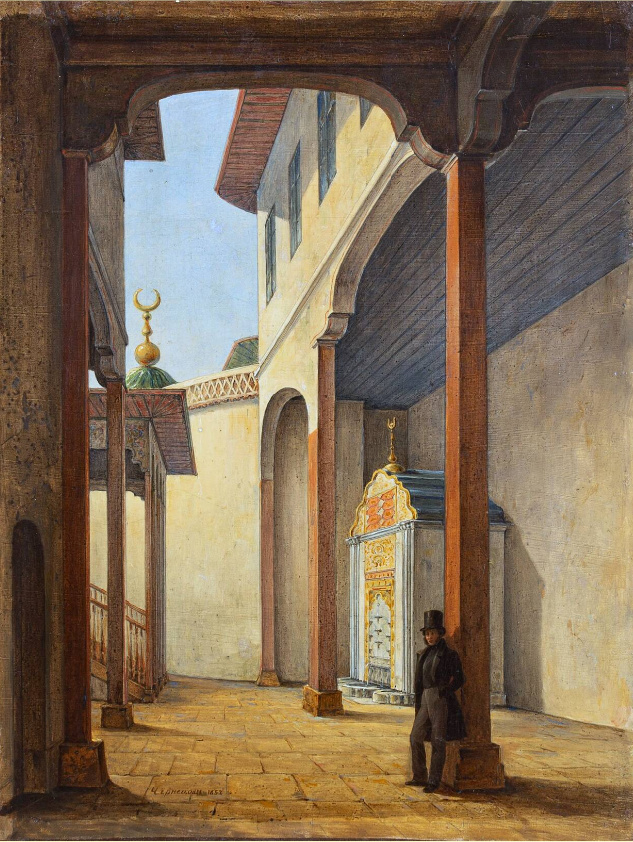
Г. Г. Чернецов. Пушкин в Бахчисарайском дворце. 1837.

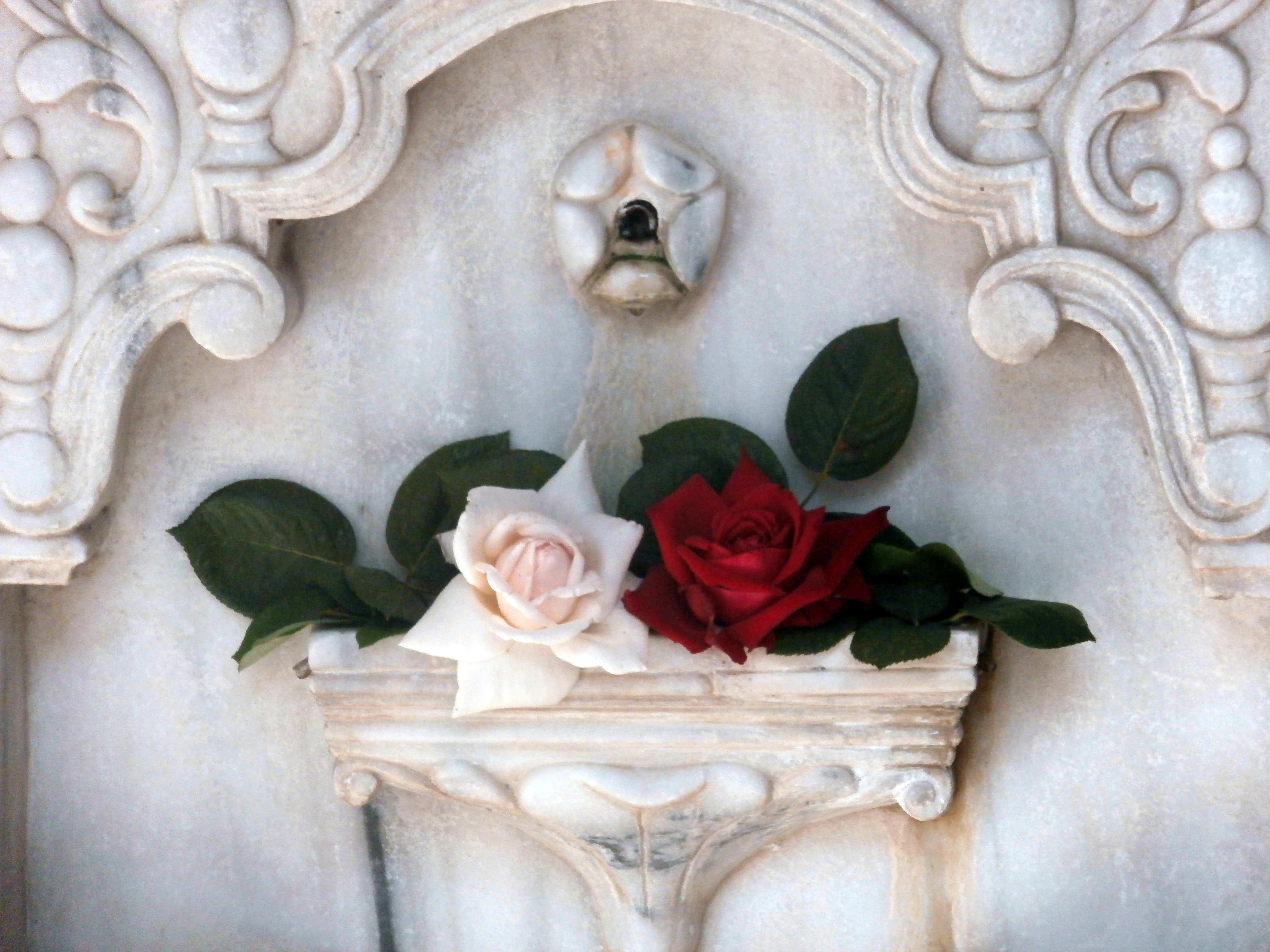
Две свежие розы в верхней чаше фонтана

- В 1820 году дворец посетил Пушкин, который под впечатлением от фонтана в 1824 году написал поэму «Бахчисарайский фонтан»[21].
- Сотрудники музея истории и культуры крымских татар ежедневно кладут в верхнюю чашу «фонтана слёз» две свежие розы. Это отсылка к строкам стихотворения Пушкина «Фонтану Бахчисарайского дворца»:[22] Фонтан любви, фонтан живой!
Принес я в дар тебе две розы.
Люблю немолчный говор твой
И поэтические слезы.
- К легенде о создании бахчисарайского фонтана, помимо Пушкина, обращались Адам Мицкевич и Леся Украинка.

## Галерея

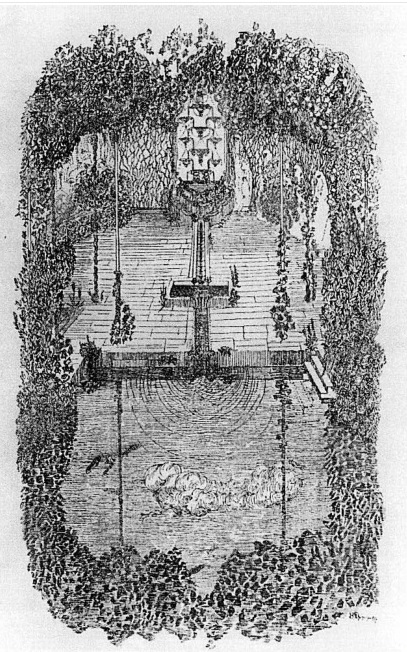
В. П. Дриттенпрейс. Фонтан слёз. Рис. из журнала «Весы». 1907
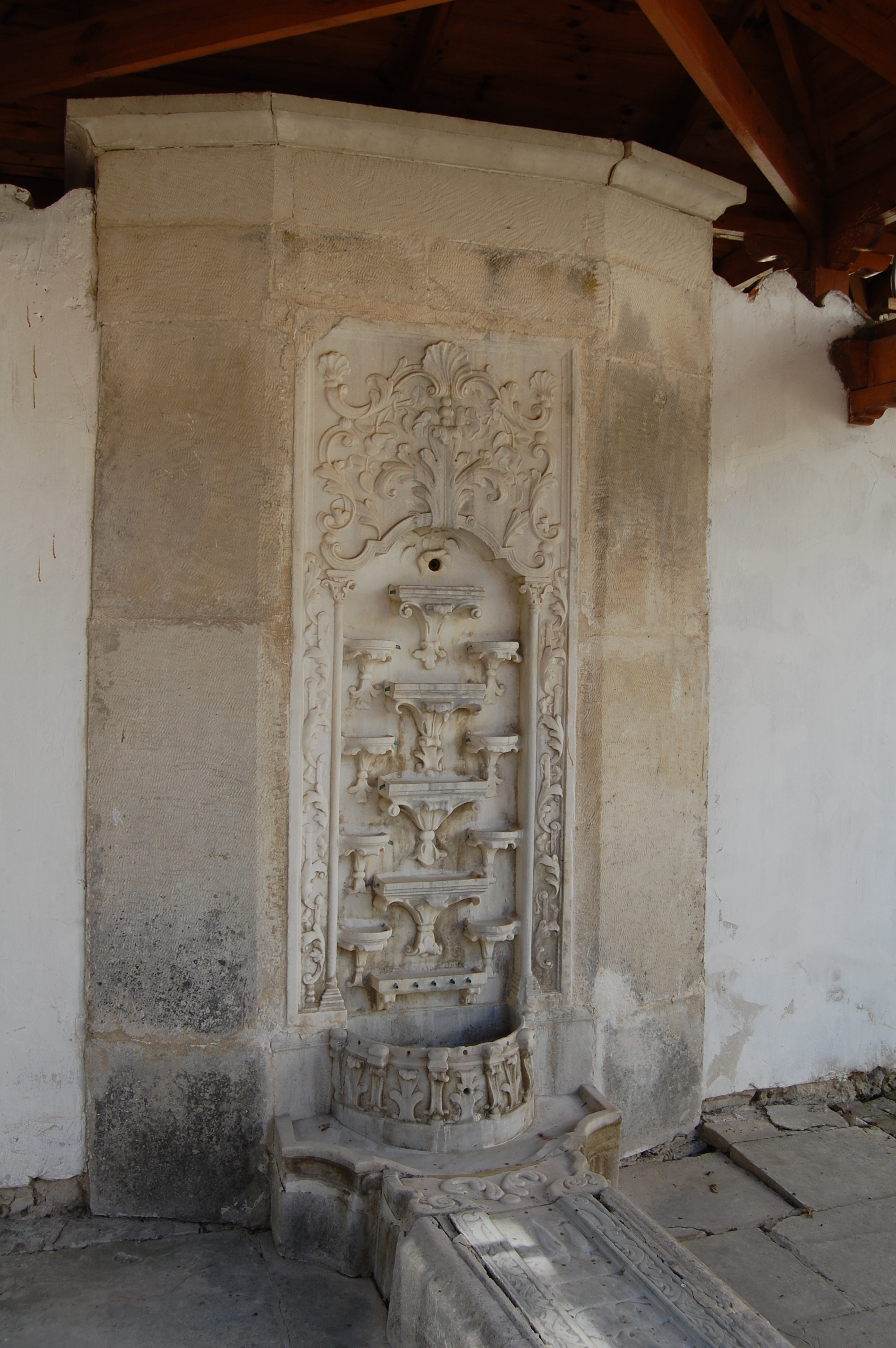
Фонтан-сельсебиль в «Бассейном дворике» Бахчисарайского дворца
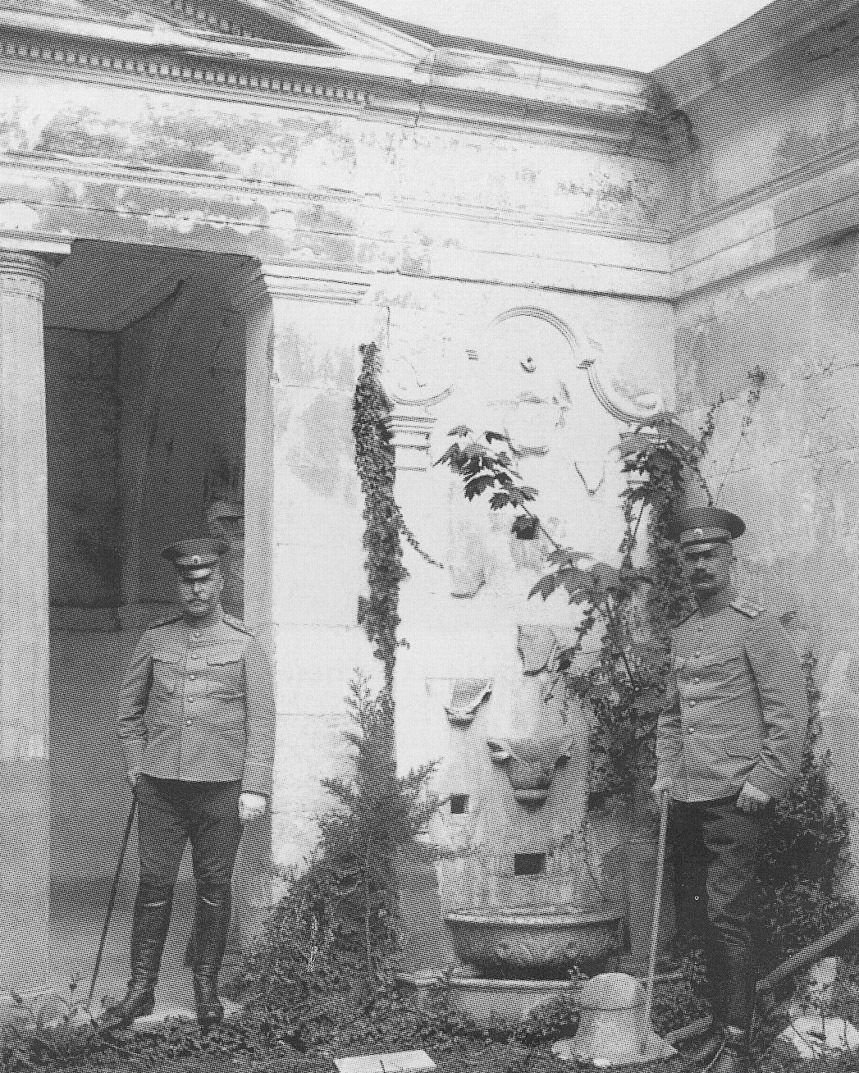
Фонтан в «виноградном саду» императорской резиденции в Ореанде. Начало XX в.
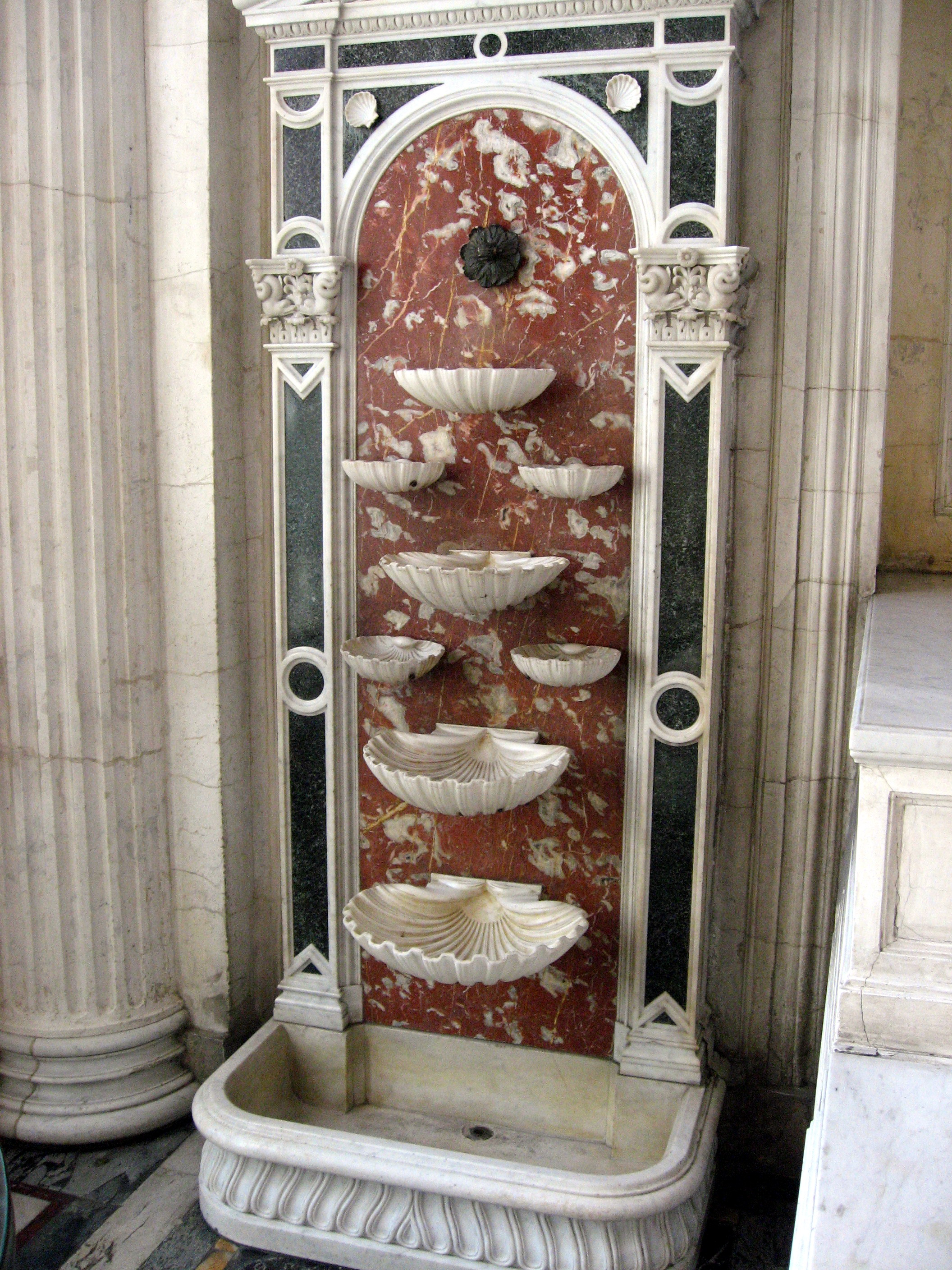
Один из четырёх фонтанов Павильонного зала Эрмитажа (арх. А. И. Штакеншнейдер)
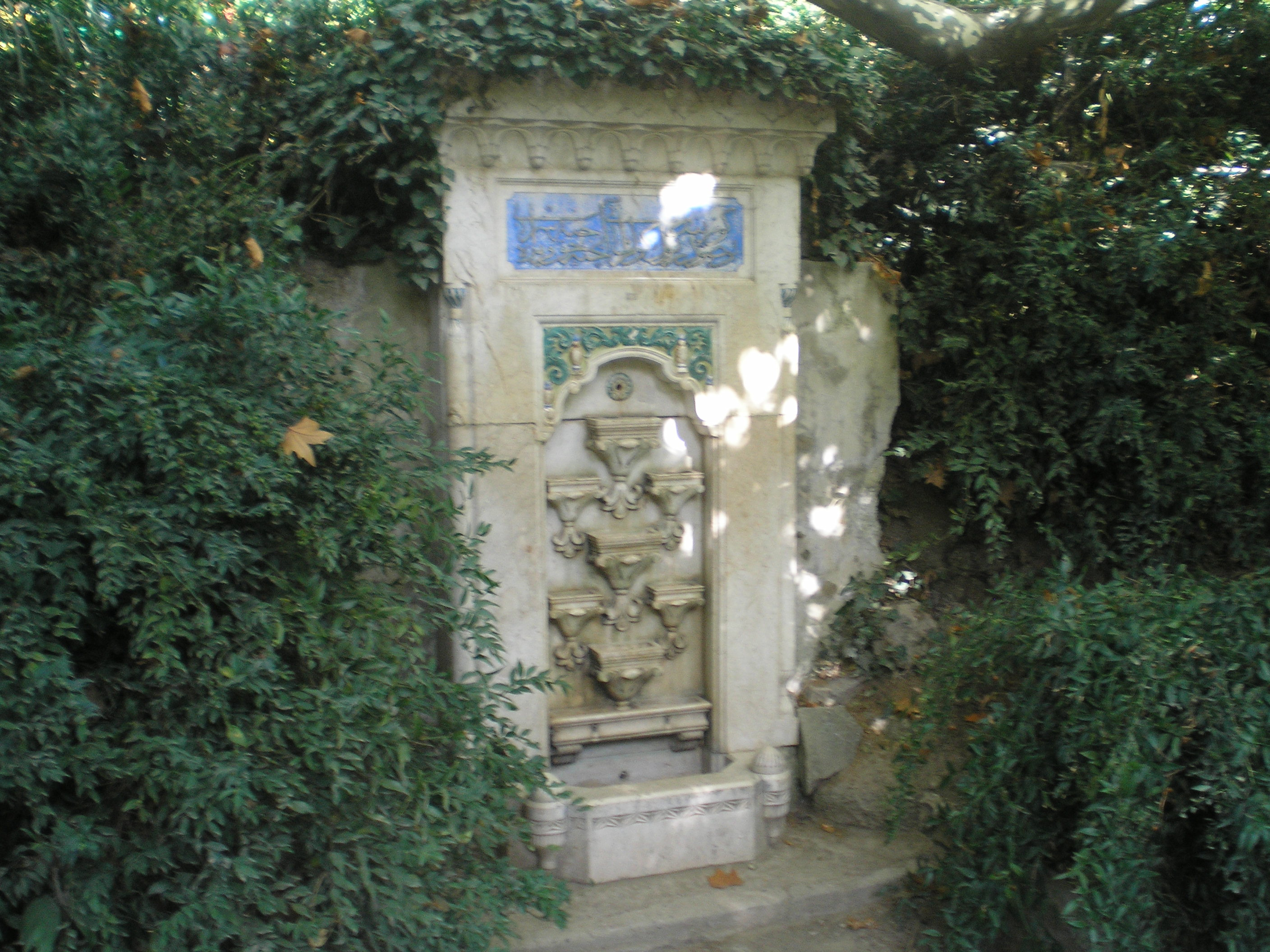
Фонтан из охотничьего дома Юсупова в Коккозах  (ныне в Никитском ботаническом саду) (арх. Н. П. Краснов)
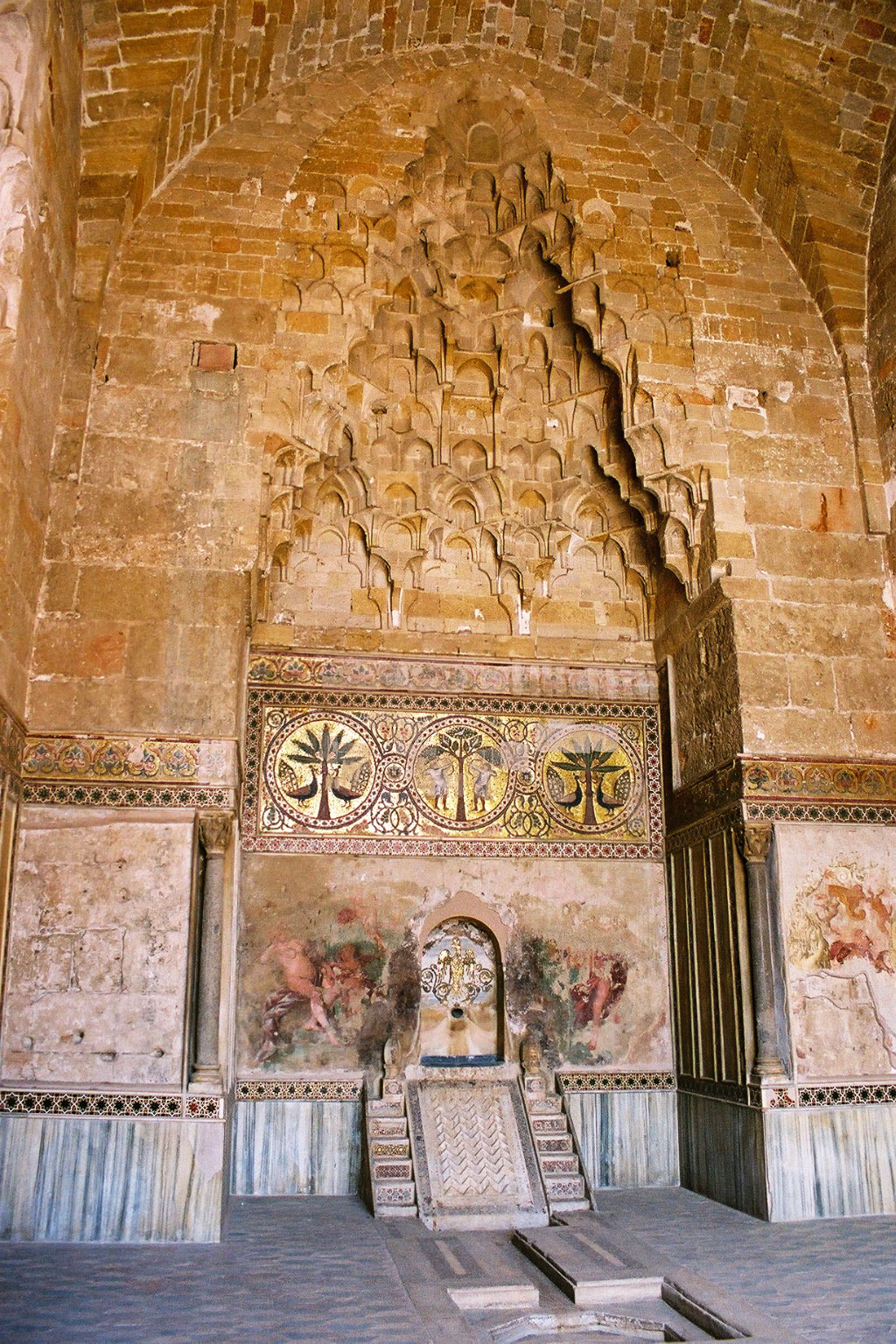
Фонтан-сельсебиль во дворце  Циза в Палермо